# Foucault (Deleuze)
Foucault è un'opera filosofica di Gilles Deleuze, pubblicata dalle Éditions de Minuit nel 1986, dedicata al celebre pensatore francese Michel Foucault, morto pochi anni prima. In italiano è uscita l'anno successivo presso Feltrinelli, tradotta da Pier Aldo Rovatti e Federica Sossi; la stessa traduzione è stata ripresa da Cronopio nel 2002. Nel 2018 è uscita una nuova traduzione a cura di Filippo Domenicali per Orthotes

## Argomento dell'opera
Il contenuto del libro è in realtà frutto della raccolta di sei studi, relativamente autonomi, di cui due precedentemente apparsi nella rivista "Critique", e tuttavia modificati e ampliati per questa pubblicazione.
La prima parte del volume, intitolata Dall'archivio al diagramma, riguarda specificamente due testi fondamentali di Foucault, ovvero L'archeologia del sapere e Sorvegliare e punire; in essa Deleuze descrive F. come nuovo archivista e nuovo cartografo. Nuovo archivista perché, nell'archeologia del sapere, F. "si oppone alle due principali tecniche impiegate finora dagli archivisti: la formalizzazione e l'interpretazione" (p. 29). Il progetto del filosofo francese è invece diverso e opposto, ovvero sottrarre l'enunciato a ogni formalizzazione, a ogni tentativo di forzarne la visibilità e l'intelligibilità, ma anche liberarlo dalla necessità dell'interpretazione. Il merito di F. come archivista è dunque quello di aver individuato un nuovo territorio, l'archeologia del sapere, appunto, che è anche un nuovo metodo, che consente di estrarre enunciati da qualsiasi forma, scientifica o poetica, determinandoli a pari titolo come forme di sapere.
Nel secondo saggio, la figura di F. è invece descritta come quella di un cartografo: egli infatti, in Sorvegliare e punire, ha descritto, attraverso il funzionamento della prigione moderna, e in particolare del Panopticon come modello assoluto di prigione, il diagramma, ovvero una forma di "cartografia coestensiva" a tutto il campo sociale" (p. 48), distaccata da ogni uso specifico e sottratta a ogni possibile ostacolo. Il diagramma, inteso in questo senso, espone i rapporti di forza che costituiscono l'effettività del potere, in ogni ambito sociale: la finalità del diagramma è permettere quindi che la visibilità del potere sia assicurata in ogni momento e in ogni luogo, e continuamente riprodotta.
La seconda parte del volume di Deleuze è invece dedicata a 4 studi relativi alla topologia, intesa come modalità per "pensare altrimenti".
Il primo studio correla fra loro l'enunciabile e il visibile, ovvero il corpus di enunciati che l'archeologia del sapere ci consente di rintracciare, e le forme di visibilità - i diagrammi - con cui si è manifestato il potere nei suoi rapporti di forza, all'interno della storia. Questo tentativo svolto da Foucault ci permette di individuare e descrivere le varie formazioni storiche stratigraficamente, individuandone le zone di visibilità e i campi di leggibilità; tutto ciò che è stato detto o scritto costituisce un "monumento", piuttosto che un "documento" (p. 30), ovvero non è stato detto o scritto affinché fosse letto, ma è il nostro modo di portarlo allo scoperto, la condizione entro cui esso diventa leggibile o visibile.